# Nick Bostrom
Nick Bostrom (születési név: Niklas Boströmm) (Helsingborg, 1973. március 10. –) svéd filozófus, író és kutató. Nemzetközi hírnévre a mesterséges intelligencia-kutatás terén tett szert. Legismertebb műve a Szuperintelligencia című könyv, mely feljutott a New York Times Bestseller listájára.

## Pályája
A Stockholmi Egyetemen fizikát és filozófiát hallgatott, a londoni King’s College-en pedig idegtudományt. A London School of Economics-en (Londoni Közgazdasági Iskola) szerezte doktoriját 2000-ben. A Yale Egyetemen tanított 2000 és 2002 között, és az Oxfordi Egyetem posztdoktori ösztöndíjasa 2002 és 2005 között. 2011-ben ő hozta létre az Oxford Martin Tervezetet, mely a jövő technológiáinak hatásait hivatott vizsgálni. 2024-es bezárásáig vezette az Oxfordi Egyetem Emberiség Jövője Intézetét.
Bostrom professzor több mint kétszáz publikációt írt. A legismertebb a New York Times bestseller listájára is felkúszott Szuperintelligencia, melynek kiadási joga sok országban elkelt már. A könyv a technológiai szingularitás által átalakult társadalomra mért változásaival foglalkozik, és a fizikán kívül a filozófia szemszögéből is megközelíti az ún. „szuperintelligenciát”. 

### A szuperintelligencia
A tudós az alábbi szavakkal definiálja a szuperintelligenciát: „Egy olyan intellektus, mely az élet minden részén messze felülmúlja az emberi elmét, legyen szó tudományos kreativitásról, bölcsességről vagy társadalmi készségekről.” Maga a Szuperintelligencia című könyve Bill Gates egyik kedvenc olvasmányává nőtte ki magát, ki így nyilatkozott róla: „Mindenkinek melegen ajánlom!”

## Tevékenysége és elismerései
Az író több, a transzhumanizmus szempontjából fontos lépést tett meg évekkel korábban. 1998-ban David Pearce-szel közösen megalapította a Transzhumanista Világszövetséget (mely később Humanity+-ra módosította a nevét), James Hughes-zal pedig 2004-ben az Új Technológiák Etikus Kapcsolata Intézetet. Bostrom már nem tagja egyik csoportnak sem. A Foreign Policy beválogatta a világ száz legnagyobb kortárs gondolkodójának listájára, és olyan ismert tudósokkal emlegetik egy szinten, mint Stephen Hawking, Max Tegmark, Ray Kurzweil és Elon Musk.
Bostrom termékeny tudományos pályafutása alatt elég sok szakmai kitüntetésben részesült. Az Oxfordi Egyetemtől megkapta a Professorial Distinction-díjat, majd 2009-ben az Eugene R. Gannon-díjat is bezsebelte az emberiség fejlesztéséért végzett munkája miatt. Mind a Foreign Policy, mind a Prospect magazin beválogatta a legjobb száz, aktívan tevékenykedő filozófusának listájába. Ez utóbbi két listán olyan nevek mellett szerepelt, mint Salman Rushdie, Bill Gates, Margaret Atwood, Richard Dawkins és Barack Obama.

## Magyarul megjelent művei
- Szuperintelligencia. Utak, veszélyek, stratégiák; ford. Hidy Mátyás; Ad Astra, Bp., 2015

## Külső hivatkozások
- Nick Bostrom weboldala
- Bostrom Simulation Argument című weboldala
- Bostrom Existential Risk című weboldala
- Nick Bostrom az Internet Movie Database oldalon (angolul)